# Marano Equo
Marano Equo ist eine Gemeinde in der Metropolitanstadt Rom in der italienischen Region Latium mit 770 Einwohnern (Stand 31. Dezember 2023). Sie liegt 60 km östlich von Rom.

## Geographie
Marano Equo liegt auf einem Höhenzug der Monti Ruffi oberhalb des Tals des Aniene. Es ist Mitglied der Comunità Montana Valle dell’Aniene.
Die Nachbarorte sind Agosta, Anticoli Corrado, Arsoli, Cervara di Roma, Rocca Canterano und Roviano.

### Verkehr
Marano Equo wird von der Strada Statale 411 Sublacense, die von Roviano an der Autobahn A24 Strada dei Parchi, Richtung Alatri führt, erschlossen.

## Bevölkerungsentwicklung
| Jahr      | 1881 | 1901 | 1921 | 1936 | 1951 | 1971 | 1991 | 2001 |
| --------- | ---- | ---- | ---- | ---- | ---- | ---- | ---- | ---- |
| Einwohner | 1038 | 1169 | 1449 | 1206 | 1160 | 763  | 782  | 768  |

Quelle: ISTAT

## Politik
Carlo Maglioni wurde am 31. Mai 2015 zum Bürgermeister gewählt.

## Sehenswürdigkeiten
- Im Ortskern stehen die beiden Kirchen San Biagio und Santa Maria della Pietà.
- Das Wallfahrtsheiligtum Santa Maria della Quercia besitzt Fresken der Renaissance und des Barock.
- Von der Rocca (Festung) des 10. Jahrhunderts sind noch Mauern im Ortsbild erhalten.
- Unterhalb des Ortes im Anienetal liegen die Quellen, die den antiken Aquädukt Aqua Marcia versorgten, von dem noch Reste zu sehen sind.